# TBSグロウディア
株式会社TBSグロウディア（ティービーエス グロウディア、英: TBS GLOWDIA, Inc.）は、イベントおよびラジオ番組制作や番組販売、物販、映像コンテンツなどのサービスを行うTBSホールディングス（以下「TBSHD」）の連結子会社。TBSテレビと並ぶTBSグループの中核子会社である。

## 概要
TBSグループは、「グループ中期経営計画2020」において、「ブランド力アップによるリクルーティング競争力の向上」「規模拡大及び人事体系一本化によるキャリアパスや人材流動性の向上」「既存領域に囚われず新たな挑戦をするための体制作り」などを掲げている。
TBSHDは2018年5月10日に、グループ再編の一環として映像や文化セグメント等を手がける新会社として、株式会社TBSトータル・メディアを設立することを発表。同年6月29日に株式会社TBSトータル・メディアを設立した。
2018年12月21日に商号を株式会社TBSトータル・メディアから株式会社TBSグロウディアへ変更。同時に、株式会社TBSサービス、株式会社TBSトライメディア、株式会社TBSプロネックスなど7社を2019年4月1日付で吸収合併することを発表。2019年4月1日にグループ再編の一環として、TBSサービス、TBSトライメディア、TBSプロネックスなど7社を吸収合併した。同時に、グループ各社に分散していたラジオ番組制作、イベント企画制作運営、物販およびコンテンツ制作機能をTBSグロウディアに集約させた。

## 沿革
- 2018年
  - 6月29日 - 株式会社TBSトータル・メディアとして設立。
  - 12月21日 - 商号を株式会社TBSグロウディアに変更。
- 2019年
  - 4月1日 - TBSグロウディアを存続会社として、株式会社グランマルシェ・株式会社クレイ・株式会社TBSサービス・株式会社TBSディグネット・株式会社TBSトライメディア・株式会社TBSプロネックス・株式会社ベクテの7社を吸収合併。
  - 11月18日 - TBS放送センターから赤坂5丁目の赤坂パークビルに移転。
- 2020年（令和2年）4月1日 - 開局70周年を控え、TBSのグループ会社で用いるコーポレートロゴを一新[4]。それに伴い、放送局ロゴと企業ロゴが新ロゴをベースとする青色の「TBSグロウディア」「TBS GLOWDIA」ロゴに変更。

2020年4月から併用されるTBSグループ共通の新ロゴ

- 2024年9月 - GLOWDIA Podcast配信開始[5]。

## 役員
2024年6月25日付
- 代表取締役社長

園田憲（ビジネス開発室担当）
- 取締役

石川博章（管理本部担当同本部長、コンプライアンス室、経営戦略担当、TBSラジオ取締役）
加藤龍人（デジタル技術事業本部担当同本部長）
水野茂（イベントラジオ事業本部担当）
安倍純子（コンテンツ事業本部担当）
周麻那（サステナビリティ、広報、ビジネス戦略担当）
三条毅史（人事本部担当同本部長）
加藤栄次（ショッピング事業本部担当同本部長）
山田康裕（非常勤、TBSホールディングスグループ経営企画局長）
- 監査役

碧海純
津久井直也（非常勤、TBSホールディングス常勤監査役、TBSテレビ監査役、TBSラジオ監査役）

### 元役員
- 取締役会長：武田信二
- 取締役副会長：藤田徹也、津村昭夫
- 専務取締役：矢部恒弘
- 常務取締役：徳井邦夫、土屋貴弘
- 取締役：田中健一郎、小泉裕幸、菅原直文、鈴木孝之、竹下達郎、坂本香、石丸彰彦
- 監査役：渡部哲也、西野智彦

## 主な事業
番組販売
TBS系列局が存在しない地域の放送局の番組販売を担当しており、1992年のあいテレビ（愛媛県）開局以降は、秋田放送および秋田テレビ、福井放送および福井テレビジョン放送、徳島県の四国放送（番組によっては佐賀県のサガテレビも）が対象となっている。JNN協定の影響で、販売対象の番組も他系列に比べて非常に少なく、遅れ幅の短い番組はスポンサードネット扱い（販売局側は一社提供がほとんど）のものが中心となっている。一方、TBSが権利者から著作権管理・販売業務を受託している製作委員会方式番組（番組によってはTBS自体も製作委員会に参加している場合あり）や（TBSの優先放送権が失効した）再放送番組については、系列を問わず広範囲に販売を行っている。
イベント
TBS系列の『マツコの知らない世界』や『王様のブランチ』『バナナマンのせっかくグルメ!!』等、各番組で紹介されたグルメを集めた催事を「オールTBSおめざ感謝祭」として運営している。この物産展は、全国のTBS系列局が主催（当社自体は共催扱い）するイベントとして全国各地の有名百貨店で巡回開催している。
物販
TBS系列の番組グッズを扱う店舗として、『TBSストア』を運営している。
星の王子さまミュージアム
2023年3月31日まで、神奈川県箱根町にある「箱根★サン＝テグジュペリ 星の王子さまミュージアム」を運営していた。
通信販売
『TBS SHOPPING』（旧：TBS i-SHOP）や、そこから独立したTBS系アニメ関連グッズ専門サイトの『アニまるっ!』を運営している。
TBSラジオ制作番組向けのラジオショッピングとして『TBSラジオショッピング』（内包番組は後述）を運営しており、それの派生として、JRN加盟ラジオ局にも『（ラジオ局名）ラジオショッピング』を、紹介商品を販売するサイトと同時に運営しており、TBSラジオショッピングと同じ価格（ただし送料は一部異なる）や配送ラインが使われている。注文用フリーダイヤルも各局毎に異なるが、大抵は製作局の周波数を番号内に採り入れている。テレビ系列がJNNに属するラテ兼営局の大半は、紹介商品を販売するサイトにテレビドラマや、TBSが製作委員会に参加した映画の映像ソフトもTBS SHOPPINGと共用で扱っている。

## 主な実績
凡例
太字：現在放映されている番組、これから放映する予定の番組またはWEBコンテンツの場合は現在アーカイブ公開されている番組、これから配信する予定の番組。
合併前のラジオ制作会社
TP：TBSプロネックス
特に記述がない場合はTBSテレビ（テレビ）とTBSラジオ（ラジオ）で放送。

### ラジオ番組制作

#### ラジオ番組
平日
- 生島ヒロシのおはよう定食（関東ローカル 1998年4月 - ）
- 生島ヒロシのおはよう一直線（JRN系列局全国ネット 1998年4月 - ）
  - いすゞ自動車プレゼンツ 檀れい 今日の1ページ（JRN系列局全国ネット 2014年7月 - ）

- 森本毅郎・スタンバイ!（関東ローカル【一部コーナーはJRN系列局全国ネット】 1990年4月 - ）
- 伊集院光とらじおと（関東ローカル 2016年4月 - 2022年3月）
- パンサー向井の＃ふらっと（関東ローカル 2022年3月 - ）
- ジェーン・スー 生活は踊る（関東ローカル 2016年4月 - ）
  - メタウォーター presents 水音スケッチ（関東ローカル 2015年9月 - ）

- たまむすび（関東ローカル 2012年4月 - 2023年3月）
- こねくと（JRN系列局一部ネット局 2023年4月 - ）
- 金曜ワイドラジオTOKYO えんがわ（JRN系列局一部ネット局 2023年4月 - ）
  - 毒蝮三太夫のミュージックプレゼント（関東ローカル 1969年10月 - ）

- アフター6ジャンクション（JRN系列局一部ネット局 2018年4月 - ）
- 荻上チキ・Session-22 → 荻上チキ・Session（JRN系列局一部ネット局 2013年4月 - ）
- サンドウィッチマンのWe Love Rugby（関東ローカル 2018年1月 - 2019年12月）
- JUNK（JRN系列局ほか一部ネット局 2002年4月 - ）
  - 伊集院光 深夜の馬鹿力（1995年10月 - ）
  - 爆笑問題カーボーイ（1997年4月 - ）
  - 山里亮太の不毛な議論（2010年4月 - ）
  - おぎやはぎのメガネびいき（2006年10月 - ）
  - バナナマンのバナナムーンGOLD（2007年4月 - ）

- 鈴木聖奈 LIFE LAB〜○○のおじ様たち〜（関東ローカル 2018年4月 - ）
- イモトアヤコのすっぴんしゃん（関東ローカル 2018年4月 - ）
- アルコ&ピース D.C.GARAGE（JRN系列局ほか一部ネット局 2016年9月 - ）
- ハライチ岩井勇気のアニニャン!（JRN系列局ほか一部ネット局 2018年4月 - 2020年3月）
- アルコ&ピース D.C.GARAGE（JRN系列局ほか一部ネット局 2016年9月 - ）
- ハライチのターン!（JRN系列局ほか一部ネット局 2016年9月 - ）
- 問わず語りの神田伯山（JRN系列局ほか一部ネット局 2017年4月 - ）
- マイナビ Laughter Night（関東ローカル 2015年4月 - ）

土日
- 清塚信也 Xタイム ラジオ（関東ローカル 2021年4月 - ）
- 土曜朝6時 木梨の会。（JRN系列局ほか一部ネット局 2018年10月 - ）
- 蓮見孝之 まとめて!土曜日（関東ローカル【一部コーナーはJRN系列局全国ネット】 2017年4月 - ）
- 土曜ワイドラジオTOKYO ナイツのちゃきちゃき大放送（関東ローカル 2015年10月 - ）
  - TOYOTA presents おぎやはぎのクルマびいき（JRN系列局ほか一部ネット局 2013年4月 - 2022年3月）

- 久米宏 ラジオなんですけど（JRN系列局ほか一部ネット局 2006年10月 - 2020年6月）
- 週末ノオト（JRN系列局ほか一部ネット局 2020年7月 - 2022年3月）
- 井上貴博 土曜日の『あ』（JRN系列局ほか一部ネット局 2022年4月 - ）
- 田中みな実 あったかタイム（関東ローカル 2012年1月 - ）
- ダイアンのTOKYO STYLE（関東ローカル 2022年1月 - ）
- らじらー! サタデー（NHKラジオ第1 2015年4月 - ）
- 明日へのエール〜ことばにのせて〜（JRN系列局ほか一部ネット局 2013年4月 - ）
- TALK ABOUT（JRN系列局ほか一部ネット局 2018年4月 - ）
- 俺達には土曜日しかない（関東ローカル 2022年10月 - ）
- 東京ポッド許可局（JRN系列局ほか一部ネット局 2013年4月 - ）
- さらば青春の光がTaダ、Baカ、Saワギ（関東ローカル 2020年1月 - ）
- 桂宮治「これが宮治でございます」（関東ローカル 2022年4月 - ）
- プレシャスサンデー（関東ローカル 2002年10月 - 2021年3月）
- こども音楽コンクール（JRN系列局ほか一部ネット局 1953年 - ）
- 安住紳一郎の日曜天国（関東ローカル 2005年4月 - ）
- GARAGE HERO's 〜愛車のこだわり〜（関東ローカル 2020年7月 - ）
- 千葉ドリーム!もぎたてラジオ（関東ローカル 2011年7月 - 2020年3月）
- 爆笑問題の日曜サンデー（JRN系列局ほか一部ネット局 2008年4月 - ）
  -  中嶋常幸のティーグラウンドへようこそ!（関東ローカル 2004年10月 - ）

- 横山だいすけ はじめのいっぽ（関東ローカル 2017年10月 - 2020年3月）
- 竹中直人〜月夜の蟹〜（JRN系列局ほか一部ネット局→関東ローカル 2009年10月 -）
- ミラクル・サイクル・ライフ（JRN系列局ほか一部ネット局 2013年4月 - ）
- 川島明のねごと（JRN系列局ほか一部ネット局 2021年4月 - ）
- 石橋貴明のGATE7（関東ローカル 2021年4月 - ）
- らじらー! サンデー（NHKラジオ第1 2015年4月 - ）
- ラジオシアター〜文学の扉（JRN系列局ほか一部ネット局 2011年10月 - 2021年9月）
- 嶌信彦 人生百景「志の人たち」（関東ローカル 2014年10月 - ）
- 井上芳雄 by MYSELF（JRN系列局ほか一部ネット局 2017年4月 - ）
- 今晩は 吉永小百合です（JRN系列局ほか一部ネット局 2005年10月 - ）

#### ポッドキャスト番組
GLOWDIA Podcast 
- 岩場の女（2024年9月 - ）
- 続けてゆく、ザ・マミィ（2024年9月 - ）
- 浦井健治のココバナカフェ（2024年9月 - ）
- 松丸友紀ボイスサンプル（2024年9月 - ）
- AI VS 吉田（2024年9月 - ）
- 矢作とアイクの英会話～音声版～（2024年9月 - ）

TBS Podcast
- ポッドキャストを初めて聴いて「いいな」と思ったお姉さんがまさかセクシー女優の矢埜愛茉??虜になるのは間違いなくラジオライフが変わりそう（2024年9月 - ）

Audible
- 有田脳（2022年12月1日 - ）
- 狩野英孝と品川祐のGame Talkin' Club（2024年4月5日 - 2024年9月27日）
- 小野賢章と叶のなんでもない話（2024年8月9日 - ）
- 学者メシ（2024年7月19日 - ）

### TBSショッピング

#### テレビショッピング
レギュラー番組
- ブランチショッピング（「王様のブランチ」内番組、TBSスパークル、2004年4月 - ）

- ショッピンポン!（「もうすぐピンポン!」内番組、2006年10月2日 - 2009年3月27日） - MC：島崎和歌子、星田英利
  - ひるしょぴ!（「もうすぐひるおび!」内番組、2009年3月30日 - 9月25日） - MC：島崎和歌子、星田英利
  - 買いテキ!通販ツウ（2009年9月28日 - 2017年3月31日） - MC：島崎和歌子、星田英利

- カイモノラボ（2011年4月 - 、TBS・BS-TBS） - MC：中村静香、大石参月、ナイツ

- ふるさとの夢（2017年1月 - 2020年3月）
- 買い運!おびマルシェ（「おびゴハン!」内番組、2017年4月3日 - 2019年9月26日） - MC：島田秀平 ※買いテキ!通販ツウの後継番組
- キニナル金曜日（スペード・ワン、2017年4月 - 2023年6月30日） - MC：FUJIWARA ※買いテキ!通販ツウ（金曜日）の後継番組
- ラッキーマーケット（2017年6月8日 - 、CBCテレビ・BS-TBS・TBS NEWS） - MC：島田秀平

- 納得!買い得!グッとラック!キニナルマーケット（「グッとラック!」内番組、TBSスパークル、2019年9月 - 2020年9月24日） - MC： 村上知子（森三中）。板倉俊之（インパルス、声の出演） ※買い運!おびマルシェの後継番組
  - 納得!買い得!キニナルマーケット（「Let's!美バディ」→「プチブランチ」内番組、2020年9月28日 - 2022年12月27日） - MC： 村上知子（森三中）。板倉俊之（インパルス、声の出演）

- キニナルチョイス（「プチブランチ」内番組、2023年1月4日 - ） - MC：松嶋尚美 ※キニナルマーケットの後継番組
  - ひるおびショッピング キニナルチョイス（「ひるおび」内番組、2023年3月 - ） - MC：松嶋尚美
  - もっとキニナルチョイス（2023年7月 - ） - MC：松嶋尚美 ※キニナル金曜日の後継番組

特別番組
- 買いテキ!通販ツウ 生放送SP 〜お客様大感謝祭〜（2015年1月12日）
- 超キニナル爆安祭（2021年3月28日・2022年3月12日） - 『キニナルマーケット』と『キニナル金曜日』の合体特番
- チョコプラの超ヒット商品研究所（2021年7月4日・11月7日・2022年10月2日・12月11日・2023年3月11日・10月1日）- MC：チョコレートプラネット
- ロンブー淳と言いたい女！ 〜私たち納得するまで買いません〜（2021年12月12日・2022年7月3日・11月5日・2023年5月7日・11月11日）- MC：田村淳（ロンドンブーツ1号2号）
- タカトシのイチ押しかっ!（2020年3月1日・7月11日・11月1日・2021年5月9日・2022年4月30日・2023年7月2日）- MC：タカアンドトシ

#### TBSラジオショッピング
レギュラー番組
- 生島ヒロシのおはよう定食
- パンサー向井の＃ふらっと
- 有馬隼人とらじおと山瀬まみと
- 蓮見孝之 まとめて!土曜日
- 土曜ワイドラジオTOKYO ナイツのちゃきちゃき大放送
- 井上貴博 土曜日の『あ』
- 簡易恋愛プログラム 宮川賢のデートの時間でそ?!
- プレシャスサンデー
- 爆笑問題の日曜サンデー

### 通販サイト
- TBSショッピング - TBS放送のテレビ・ラジオ番組の通販商品やドラマやバラエティなどの番組グッズの販売
- アニまるっ! - TBS・MBSアニメ 公式オンラインストア